# NGC 4205
NGC 4205 (również PGC 39143 lub UGC 7258) – galaktyka spiralna (S?), znajdująca się w gwiazdozbiorze Smoka. Odkrył ją Heinrich Louis d’Arrest 4 października 1861 roku.